# Grégory Paisley
Grégory Paisley (París, Francia, 7 de mayo de 1977), exfutbolista francés. Jugaba de defensa y está retirado. Trabaja como consultante técnico para BeInSport. 

## Clubes
| Club                | País    | Año       |
| ------------------- | ------- | --------- |
| Paris Saint-Germain | Francia | 1996-1997 |
| Servette FC         | Suiza   | 1997      |
| Paris Saint-Germain | Francia | 1997-2001 |
| Stade Rennes        | Francia | 2001-2002 |
| Le Havre AC         | Francia | 2003-2003 |
| FC Sochaux          | Francia | 2003-2005 |
| FC Metz             | Francia | 2005-2006 |
| ES Troyes           | Francia | 2006-2007 |
| RC Strasburgo       | Francia | 2007-2009 |
| Olympique de Niza   | Francia | 2009-     |

## Palmarés

### Campeonatos nacionales
| Título                     | Club                | País    | Año  |
| -------------------------- | ------------------- | ------- | ---- |
| Copa de Francia            | Paris Saint-Germain | Francia | 1998 |
| Ligue 1                    | Paris Saint-Germain | Francia | 1998 |
| Supercopa de Francia       | Paris Saint-Germain | Francia | 2008 |
| Copa de la Liga de Francia | FC Sochaux          | Francia | 2004 |